# Dino Viola
Dino Viola, (Aulla, 22 de abril de 1915 – Roma, 19 de janeiro de 1991) foi um empresário romano e um dirigente de futebol. Nasceu em Aulla, no Lunigiana, e foi presidente da Roma de 16 de maio de 1979 a 18 de janeiro de 1991.